# Phytoliriomyza tearohensis
Phytoliriomyza tearohensis är en tvåvingeart som beskrevs av Spencer 1976. Phytoliriomyza tearohensis ingår i släktet Phytoliriomyza och familjen minerarflugor. Inga underarter finns listade i Catalogue of Life.